# اوباش جوان: خون بی‌گناه
اوباش جوان: خون بی‌گناه (به انگلیسی: Young Thugs: Innocent Blood) فیلمی ژاپنی به کارگردانی تاکاشی میکه محصول سال ۱۹۹۷ است. این فیلم بر اساس رمانی خودزندگینامه‌ای نوشته ریئیچی ناکابا ساخته شد. اوباش نوجوان: نوستالژی در سال ۱۹۹۸ منتشر شد که پیش‌درآمدی بر این فیلم بود. دل هاروی، منتقد فیلم، این کار را «فیلمی عالی که باید دید» نامید.